# Hygrotus semivittatus
Hygrotus semivittatus is een keversoort uit de familie waterroofkevers (Dytiscidae). De wetenschappelijke naam van de soort is voor het eerst geldig gepubliceerd in 1919 door Fall.